# Małoszewo (Bledzew)
Małoszewo (niem. Vorwerk Blesen) – nieoficjalna kolonia wsi Bledzew w Polsce położony w województwie lubuskim, w powiecie międzyrzeckim, w gminie Bledzew.
Miejscowość wchodzi w skład sołectwa Bledzew.
W latach 1975–1998 miejscowość położona była w województwie gorzowskim.